# Smala Viksjön
Smala Viksjön är en sjö i Hultsfreds kommun i Småland och ingår i Emåns huvudavrinningsområde. Sjön har en area på 0,139 kvadratkilometer och ligger 114,7 meter över havet.

## Delavrinningsområde
Smala Viksjön ingår i det delavrinningsområde (636454-148616) som SMHI kallar för Ovan Pauliströmsån. Medelhöjden är 140 meter över havet och ytan är 15,97 kvadratkilometer. Räknas de 120 avrinningsområdena uppströms in blir den ackumulerade arean 1 671,91 kvadratkilometer. Avrinningsområdets utflöde Emån mynnar i havet. Avrinningsområdet består mestadels av skog (67 %) och jordbruk (17 %). Avrinningsområdet har 0,48 kvadratkilometer vattenytor vilket ger det en sjöprocent på 3 %.